# Gelbersdorf (Gammelsdorf)
Gelbersdorf ist ein Weiler mit Kirche in der Gemeinde Gammelsdorf im Norden des Landkreises Freising (Bayern). Im Jahr 2012 hatte er 46 Einwohner. Der Katholische Männerfürsorgeverein (KMFV) betreibt eine Werkstätte im Ort.

## Geschichte
1180 wird Gelbersdorf zum ersten Mal urkundlich durch einen Marchwart de Gelbrichestorf erwähnt.
Gelbersdorf war bis zum 1. Januar 1971 ein Teil der 1818 mit dem bayerischen Gemeindeedikt begründeten Gemeinde Reichersdorf und wurde mit Reichersdorf nach Gammelsdorf eingemeindet.

## Kirche
Die katholische Filialkirche St. Georg ist ein spätgotischer Saalbau mit stark eingezogenem Polygonalchor und Chorwinkelturm aus der 2. Hälfte des 15. Jahrhunderts. Berühmt ist die Kirche für ihren 1482 geschaffenen Hochaltar, der 2015 restauriert wurde. Dieser Altar mit seinen zahlreichen Reliefs, Gemälden und Skulpturen stand früher wahrscheinlich in einer Landshuter Kirche und wurde wohl im 17. Jahrhundert nach Gelbersdorf verbracht.
Der Friedhof an der Kirche wurde im Jahre 2011 im Friedhofsprojekt des Bayerischen Landesvereins für Familienkunde fotografiert. Über 130 Grabinschriften sind abrufbar.